# Veronica affinis
Veronica affinis är en grobladsväxtart som först beskrevs av Thomas Frederic Cheeseman, och fick sitt nu gällande namn av Garn.-jones. Veronica affinis ingår i släktet veronikor, och familjen grobladsväxter. Inga underarter finns listade i Catalogue of Life.